# نبرد واترلو
نبرد واترلو (به انگلیسی: Battle of Waterloo)، نبردی بود که در روز یکشنبه ۱۸ ژوئن سال ۱۸۱۵ میلادی، بین قوای فرانسه و قوای ائتلاف هفتم انجام گرفت. علت خوانده شدن نبرد به این نام، این بود که جنگ در دشت واترلو در کشور بلژیک امروزی انجام گرفت. البته بلژیک در آن زمان بخشی از پادشاهی هلند بود. در این جنگ فرانسه دارای یک ارتش به فرماندهی ناپلئون بود که در مقابل دو ارتش ائتلاف هفتم قرار گرفت. یکی از ارتش‌های ائتلاف به رهبری دوک ولینگتون آرتور ولزلی بود که متشکل از واحدهایی از انگلستان، هلند، هانوفر، برانشوایگ و ناسائو بود و ارتش دیگر به فرماندهی گبهارد بلوشر متعلق به پادشاهی پروس بود. این نبرد، آخرین نبرد ناپلئون بناپارت بود که پایان جنگ‌های ناپلئونی را با خود به همراه داشت.

## مقدمه
در روز سیزدهم مارس ۱۸۱۵، شش روز پیش از رسیدن ناپلئون به پاریس، قدرت‌های اروپا در کنگره وین، ناپلئون را یک یاغی قلمداد کردند و چهار روز بعد بریتانیا، روسیه، اتریش و پروس شروع به سازماندهی نیروهای خود برای مقابله با ناپلئون کردند. به علت اینکه نیروهای فرانسوی درمقابل نیروهای ائتلاف از تعداد کمتری برخوردار بودند، ناپلئون ابتدا تصمیم گرفت تا حداقل یکی از کشورهای ائتلاف را از حمله به فرانسه منصرف کند اما تلاش‌های او نتیجه نداد. پس تنها شانس او این بود که مانع اتحاد بین ارتش‌های ائتلاف شود تا یک به یک با ارتش‌های ائتلاف مقابله کند.
اگر ناپلئون موفق می‌شد که قبل از ایجاد هماهنگی میان ارتش‌های ائتلاف، در جنوب بروکسل به آنها حمله کند شاید می‌توانست انگلیسی‌ها را وادار به عقب‌نشینی به سمت دریا و ارتش پروس را وادار به خروج از جنگ نظامی کند. قطعاً با این روش فرصت و زمان بیشتری برای تقویت ارتش فرانسه و آموزش سربازان بدست می‌آورد تا بتواند با ارتش قوی تر و بزرگتری به مصاف روسیه و اتریش برود.
همچنین ناپلئون امیدوار بود که با پیروزی در این جنگ، فرانسوی زبانان در بلژیک دست به یک انقلاب بزنند.
امیدواری دیگر ناپلئون این بود که بیشتر سربازان بریتانیا برای شرکت در جنگ 1812(War of 1812) به آمریکای شمالی فرستاده شده بودند و بیشتر نیروهای ائتلاف در بلژیک تجربه زیادی در جنگ نداشتند و کاملاً قابل اعتماد نبودند.
دراین حال آرتور ولزلی فرمانده ارتش بریتانیا تصمیم گرفت که نیروهای ائتلاف از مونس(Mons) به سوی جنوب غربی بروکسل حرکت کنند. این تصمیم باعث نزدیکتر شدن قوای بریتانیا و پروس می‌شد اما ممکن بود باعث قطع ارتباط بین ارتش انگلستان با پایگاه اوستند(Ostend) شود. ناپلئون برای ایجاد تأخیر در استقرار نیروهای انگلیسی، اطلاعات نادرستی را پخش کرد که نشان می‌داد درصورت حرکت ارتش بریتانیا به سوی بروکسل ارسال تدارکات و مهمات با مشکل مواجه خواهد شد و پس از مدتی کاملاً قطع خواهد شد.

## نبرد
پس از فرار ناپلئون بناپارت از تبعیدگاه اش در جزیرهٔ البا و بازگشت مجدد او به قدرت در مارس ۱۸۱۵ به عنوان امپراتور فرانسه، بیشتر کشورهای اروپایی تحت عنوان ائتلاف هفتم بار دیگر گرد هم آمدند و شروع به بسیج ارتش کردند تا ناپلئون را شکست دهند. ارتش‌های ائتلاف هفتم در نزدیکی شمال شرقی فرانسه قرار گرفتند. ناپلئون برای مقابله با نیروهای دشمن، به سمت بلژیک که در آن زمان بخشی از پادشاهی متحد هلند بود حرکت کرد. هدف او، جلوگیری از پیوستن قوای کشورهای مختلف به یکدیگر بود تا بتواند جداگانه به آنها حمله کند.
زمانی که ارتش فرانسه به بلژیک رسید، از قبل قوای بریتانیایی و همین‌طور قوای چند ایالت آلمانی، به نیروهای هلندی پیوسته بودند. ناپلئون موفق شد در تاریخ ۱۶ ژوئن، یعنی دو روز پیش از نبرد واترلو، به‌طور جداگانه به قوای پروسی حمله کرده و آن‌ها را در نبرد لیگنی به سختی شکست دهد.
در تاریخ ۱۷ ژوئن ارتش پروس به سمت شمال عقب‌نشینی کرد. ناپلئون یکی از مارشال‌هایش به نام امانوئل دُ گروشی را به همراه یک سوم از ارتش به تعقیب قوای فراری پروس فرستاد. در تاریخ ۱۸ و ۱۹ ژوئن ارتش فرانسه در نبرد ویور (Battle of Wavre) با قوای پشتیبان پروس وارد جنگ شد و نتوانست در نبرد واترلو حضور داشته باشد پس ناپلئون یک سوم از ارتش خود را در نبرد واترلو به همراه نداشت.
همچنین در تاریخ ۱۶ ژوئن بخش کوچکی از ارتش فرانسه وارد نبرد با قوای انگلیس شد که به علت عقب‌نشینی ارتش پروس قوای دوک ولینگتون مجبور به عقب‌نشینی به واترلو شد. نام این نبرد کواتر براس (Battle of Quatre Bras) گذاشته شد. پس باقی مانده ارتش فرانسه به فرماندهی ناپلئون به سمت دشت واترلو که قوای بریتانیایی و هلندی به فرماندهی آرتور ولزلی در آن موضع گرفته بودند، حرکت کرد.
در روز ۱۷ ژوئن، با این که دو ارتش به هم رسیده بودند، به علت بارش باران نبردی درنگرفت. در تفنگ‌ها و توپ‌های آن دوره از باروت استفاده می‌شد که به رطوبت حساس بود. به همین علت نمی‌شد در هنگام بارش باران از آن‌ها استفاده کرد.
سرانجام در روز ۱۸ ژوئن، ناپلئون حمله به قوای مؤتلف بریتانیایی-هلندی را آغاز کرد. پس از اینکه آرتور ولزلی متوجه شد ارتش پروس قابلیت حمایت از وی را دارد تصمیم گرفت در نزدیکی روستای واترلو و در مونت سن ژان(Mont-Saint-Jean) با ارتش فرانسه مقابله کند. مونت سن ژان درواقع خانه ای بود در نزدیکی جاده بروکسل در ناحیه واترلو که درآنجا سوارنظام ارتش فرانسه حملات سنگینی را به پیاده‌نظام ارتش انگلیسی انجام داد. ناپلئون خودش این نام را برای این خانه انتخاب کرد.
تا بعدازظهر تاریخ ۱۸ ژوئن ارتش انگلستان حملات متعدد فرانسوی‌ها را تحمل کرد تا اینکه در نتیجهٔ اشتباهات مارشال گروشی و هوشمندی فرماندهٔ پروسی گِبهارد بلوشر، قوای پروسی توانستند خود را به دشت واترلو برسانند و درست پشت سر ارتش فرانسه قرار گرفتند. ارتش پروس به تدریج وارد میدان جنگ شد و تلفات سنگینی به فرانسوی‌ها زد. در غروب همین روز ناپلئون با تنها بخشی از ارتشش که باقی مانده بود یعنی گردانهای پیاده‌نظام ارشد گارد امپریال فرانسه دوباره به خطوط دفاعی انگلیسی‌ها حمله کرد. اما ارتش پروس از جناح راست فرانسوی‌ها، به آنها حمله کرد و ارتش انگلستان شروع به پیشروی کرد.
ناپلئون برای این که به‌طور کامل به محاصره در نیاید، از تمام توانش برای از بین بردن قوای ائتلاف هفتم بهره برد ولی نهایتاً در پایان روز ارتش فرانسه موفق به شکست هیچ‌یک از دو ارتش دشمن نشد و به محاصره درآمد. نتیجه نبرد، شکستی سخت برای فرانسه بود.
ناپلئون پس از شکست در این نبرد، به فرانسه بازگشت و پس از چهار روز، برای بار دوم از سمتش استعفا داد. ارتش‌های ائتلاف هفتم ۷ ژوئیه وارد پاریس شدند. شکست در این نبرد باعث پایان اولین امپراتوری فرانسه و همچنین آغاز تبعید دوباره ناپلئون شد. او این بار به جزیرهٔ سنت هلنا که تحت کنترل پادشاهی متحد بریتانیای کبیر و ایرلند بود، تبعید شد و خاندان بوربون در فرانسه مجدداً به حکومت رسیدند. ناپلئون بناپارت نیز تا پایان عمر در جزیرهٔ سنت هلن ماند. همچنین امروزه محل نبرد به تپه‌ای به نام تپه شیر (Lion's Mound) تبدیل شده‌است.